# Phương pháp luận
Phương pháp luận có các nghĩa như sau
1. Là hệ thống các phương pháp, phương thức tiếp cận và các công cụ [1]
2. Khoa học hoặc lý thuyết về phương pháp[1]

Phương pháp có thể định nghĩa như là một thủ tục hay quy trình có tính hệ thống, thứ tự để đạt đến một số mục tiêu nào đó.

## Khái niệm
Phương pháp luận là tập hợp các phương pháp đồng bộ, nhất quán, là hệ thống các quan điểm, các nguyên tắc chỉ đạo hướng đích để giúp nâng cao nhận thức và giải quyết một vấn đề đặt ra trong thực tiễn cuộc sống. Có thể vắn tắt, phương pháp luận là một chỉnh thể các phương pháp lý thuyết mang tính hướng đích, phương thức tiếp cận, các công cụ tác nghiệp để thực hiện nhiệm vụ thực tế đặt ra.

## Link ngoài
- Usage note on the word Methodology